# Хьётта

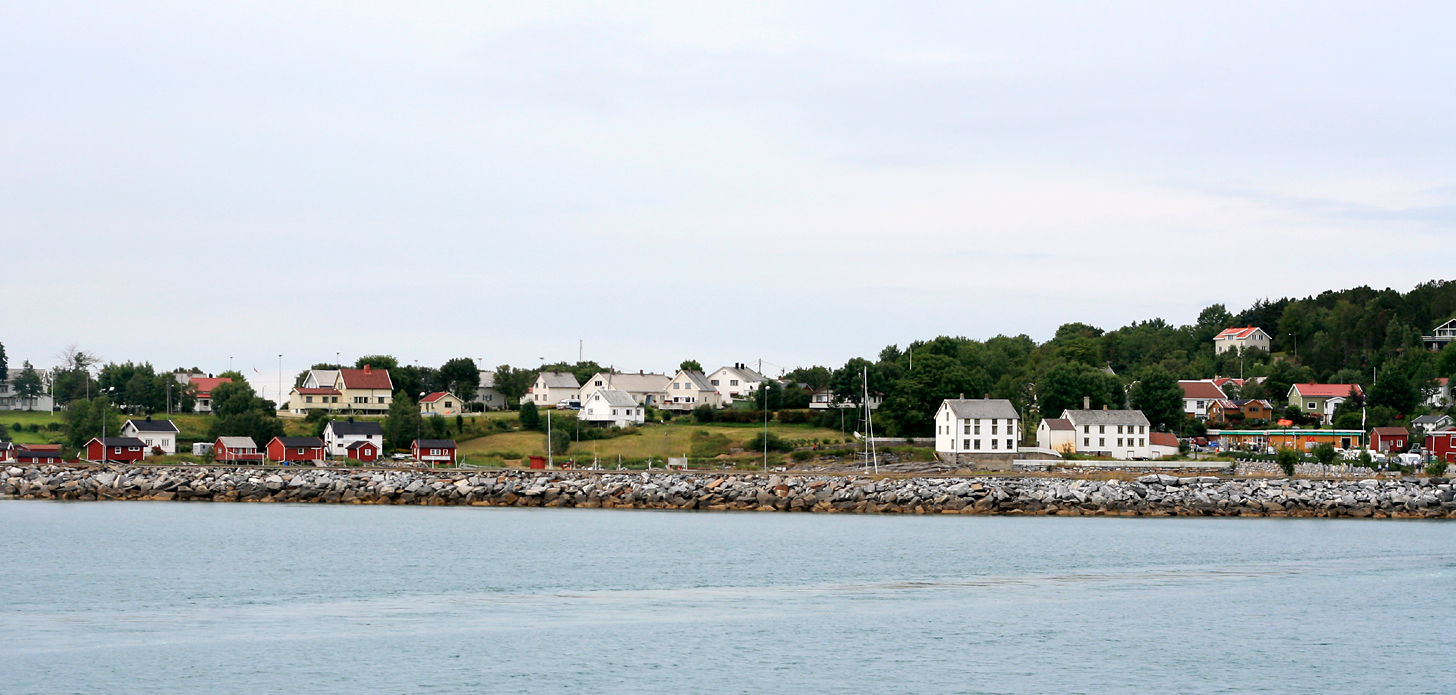
Деревня Хьётта

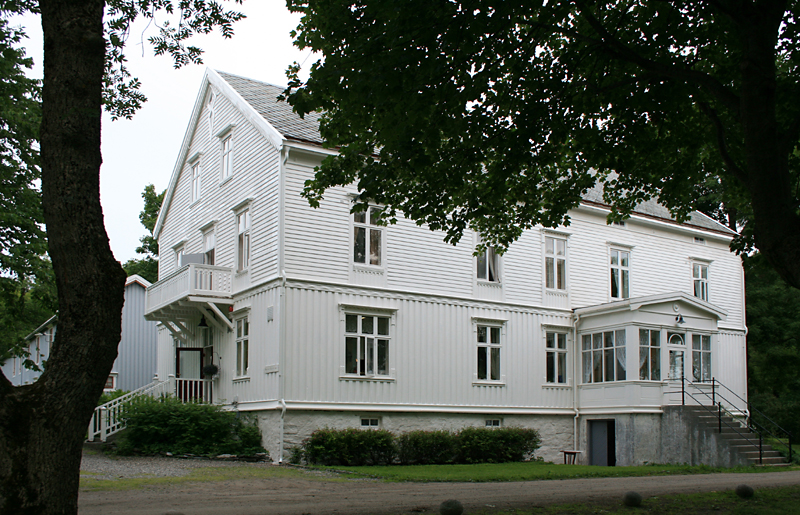
Старая ферма Хьётта, сейчас является гостиницей

Хьётта (норв. Tjøtta) — остров, деревня и бывшая коммуна в фюльке Нурланн в Норвегии. Сейчас является частью коммуны Алстахёуг. Ппощадь — 11,3 км².
Деревня Хьётта расположена на южной оконечности острова с тем же названием. Остров Хьётта расположен к югу от острова Альстен. Хьётта много раз упоминается в сборнике скандинавских саг Круг земной. Здесь находился дом известного викинга Хорека. Он являлся одним из лидеров крестьянской армии, которой был убит король Олаф Харальдссон в битве при Стикластадире. На острове обнаружены археологические памятки сельского хозяйства Железного века. Крупнейшая ферма Северной Норвегии расположена в Хьётте. Коммуна была образована в 1862 году отделением от Алстахёуга. В то время население Хьётты составляло 2781 человек. 1 июля 1917 года Вевельстад был отделён от Хьётты и получил статус коммуны, в Хьётте осталось 2287 жителей. 1 июля 1920 года ферма Гискоен (норв. Giskåen), в которой проживало 10 человек, перешла в состав коммуны Вевельстад.
1 января 1964 года дистрикт, расположенный в восточной части Альстена, с населением 180 человек, был включен в состав коммуны Лейрфьорд. 1 января 1965 года дистрикт Скогсхольмен (196 жителей) был включен в состав коммуны Вега, а оставшаяся часть Хьётты, с населением в 1477 человек, была воссоединена с коммуной Алстахёуг.
Относительно Северной Норвегии, климат острова является мягким с длинным летом, подходящим для сельского хозяйства; средняя месячная температура варьируется от -1.8 °С в самом холодном месяце, до +13 °С в июле и августе. Средний годовой уровень осадков 1020 мм.

## Военное кладбище
В Хьётте находится военное кладбище Второй мировой войны, на территории которого насчитывается более 7500 могил, в основном русских, которые являлись узниками нацистской Германии. Также здесь установлен монумент кораблю Ригель, который был затоплен после бомбардировки Британских ВВС 27 ноября 1944 года.